# Maria Amalia di Brandeburgo
Maria Amalia di Hohenzollern (Cölln, 26 novembre 1670 – Schleusingen, 17 novembre 1739) fu una principessa del Brandeburgo.

## Biografia
Era figlia di Federico Guglielmo I di Brandeburgo e della seconda moglie Sofia Dorotea di Schleswig-Holstein-Sonderburg-Glücksburg.
Venne data in moglie al principe ereditario Carlo di Mecklenburg-Güstrow, figlio di Gustavo Adolfo e Maddalena Sibilla di Holstein-Gottorp, che sposò a Potsdam il 20 agosto 1687.
Rimasta vedova il 25 marzo 1688, sposò in seconde nozze a Potsdam il 5 luglio 1689 il duca Maurizio Guglielmo di Sassonia-Zeitz.
Frequentò Wilhelmsbrunnen, un centro di acque termali vicino alla città di Schleusingen che suo marito volle attrezzare a proprie spese per consentire a tutti il suo sfruttamento benefico. La presenza della duchessa nella stazione termale contribuì a promuoverne l'uso presso la popolazione.
Tranne Dorotea Guglielmina, nessun figlio raggiunse l'età adulta e alla morte del duca il titolo si estinse tornando all'Elettorato di Sassonia.
Rimasta vedova nel 1718, le venne concesso di abitare nella residenza ducale di Schleusingen dove morì 21 anni dopo.
Venne sepolta nella cripta reale della chiesa di San Martino a Kassel.

## Discendenza
Diede al marito cinque figli:
- Federico Guglielmo (Moritzburg, 26 marzo 1690-Moritzburg, 15 maggio 1690);
- Dorotea Guglielmina (Moritzburg, 20 marzo 1691-Kassel, 17 marzo 1743), sposò Guglielmo VIII d'Assia-Kassel;
- Carolina Amalia (Moritzburg, 24 maggio 1693-Moritzburg, 5 settembre 1694);
- Sofia Carlotta (Moritzburg, 25 aprile 1695-Moritzburg, 18 giugno 1696);
- Federico Augusto (Moritzburg, 12 agosto 1700-Halle, 17 febbraio 1710).

## Ascendenza
|                                                           |                                           |                                     | Genitori                            |  |  | Nonni |  |  | Bisnonni                           |  |  | Trisnonni                              |  |
|                                                           |                                           |                                     |                                     |  |  |       |  |  | Giovanni Sigismondo di Brandeburgo |  |  | Gioacchino III Federico di Brandeburgo |  |
|                                                           |                                           |                                     |                                     |  |  |       |  |  | Giovanni Sigismondo di Brandeburgo |  |  | Gioacchino III Federico di Brandeburgo |  |
|                                                           |                                           | Caterina di Brandeburgo-Küstrin     |                                     |  |  |       |  |  | Giovanni Sigismondo di Brandeburgo |  |  |                                        |  |
| Giorgio Guglielmo di Brandeburgo                          |                                           |                                     |                                     |  |  |       |  |  | Giovanni Sigismondo di Brandeburgo |  |  |                                        |  |
|                                                           |                                           | Anna di Prussia                     | Alberto Federico di Prussia         |  |  |       |  |  |                                    |  |  |                                        |  |
|                                                           |                                           | Anna di Prussia                     | Alberto Federico di Prussia         |  |  |       |  |  |                                    |  |  |                                        |  |
|                                                           |                                           | Anna di Prussia                     | Maria Eleonora di Jülich-Kleve-Berg |  |  |       |  |  |                                    |  |  |                                        |  |
| Federico Guglielmo I di Brandeburgo                       |                                           | Anna di Prussia                     |                                     |  |  |       |  |  |                                    |  |  |                                        |  |
|                                                           |                                           | Federico IV Elettore Palatino       | Ludovico VI del Palatinato          |  |  |       |  |  |                                    |  |  |                                        |  |
|                                                           |                                           | Federico IV Elettore Palatino       | Ludovico VI del Palatinato          |  |  |       |  |  |                                    |  |  |                                        |  |
|                                                           |                                           | Federico IV Elettore Palatino       | Elisabetta d'Assia                  |  |  |       |  |  |                                    |  |  |                                        |  |
| Elisabetta Carlotta di Wittelsbach-Simmern                |                                           | Federico IV Elettore Palatino       |                                     |  |  |       |  |  |                                    |  |  |                                        |  |
|                                                           |                                           | Luisa Giuliana di Nassau            | Guglielmo I d'Orange                |  |  |       |  |  |                                    |  |  |                                        |  |
|                                                           |                                           | Luisa Giuliana di Nassau            | Guglielmo I d'Orange                |  |  |       |  |  |                                    |  |  |                                        |  |
|                                                           |                                           | Luisa Giuliana di Nassau            | Carlotta di Borbone-Montpensier     |  |  |       |  |  |                                    |  |  |                                        |  |
| Maria Amalia di Brandeburgo                               |                                           | Luisa Giuliana di Nassau            |                                     |  |  |       |  |  |                                    |  |  |                                        |  |
|                                                           | Giovanni di Schleswig-Holstein-Sonderburg | Cristiano III di Danimarca          |                                     |  |  |       |  |  |                                    |  |  |                                        |  |
|                                                           | Giovanni di Schleswig-Holstein-Sonderburg | Cristiano III di Danimarca          |                                     |  |  |       |  |  |                                    |  |  |                                        |  |
|                                                           | Giovanni di Schleswig-Holstein-Sonderburg | Dorotea di Sassonia-Lauenburg       |                                     |  |  |       |  |  |                                    |  |  |                                        |  |
| Filippo di Schleswig-Holstein-Sonderburg-Glücksburg       | Giovanni di Schleswig-Holstein-Sonderburg |                                     |                                     |  |  |       |  |  |                                    |  |  |                                        |  |
|                                                           |                                           | Elisabetta di Brunswick-Grubenhagen | Ernesto III di Sassonia-Grubenhagen |  |  |       |  |  |                                    |  |  |                                        |  |
|                                                           |                                           | Elisabetta di Brunswick-Grubenhagen | Ernesto III di Sassonia-Grubenhagen |  |  |       |  |  |                                    |  |  |                                        |  |
|                                                           |                                           | Elisabetta di Brunswick-Grubenhagen | …                                   |  |  |       |  |  |                                    |  |  |                                        |  |
| Sofia Dorotea di Schleswig-Holstein-Sonderburg-Glücksburg |                                           | Elisabetta di Brunswick-Grubenhagen |                                     |  |  |       |  |  |                                    |  |  |                                        |  |
|                                                           |                                           | Francesco II di Sassonia-Lauenburg  | Francesco I di Sassonia-Lauenburg   |  |  |       |  |  |                                    |  |  |                                        |  |
|                                                           |                                           | Francesco II di Sassonia-Lauenburg  | Francesco I di Sassonia-Lauenburg   |  |  |       |  |  |                                    |  |  |                                        |  |
|                                                           |                                           | Francesco II di Sassonia-Lauenburg  | Sibilla di Sassonia-Freiberg        |  |  |       |  |  |                                    |  |  |                                        |  |
| Sofia Edvige di Sassonia-Lauenburg                        |                                           | Francesco II di Sassonia-Lauenburg  |                                     |  |  |       |  |  |                                    |  |  |                                        |  |
|                                                           |                                           | Maria di Brunswick-Wolfenbüttel     | Giulio di Brunswick-Lüneburg        |  |  |       |  |  |                                    |  |  |                                        |  |
|                                                           |                                           | Maria di Brunswick-Wolfenbüttel     | Giulio di Brunswick-Lüneburg        |  |  |       |  |  |                                    |  |  |                                        |  |
|                                                           |                                           | Maria di Brunswick-Wolfenbüttel     | Edvige di Brandeburgo               |  |  |       |  |  |                                    |  |  |                                        |  |
|                                                           |                                           | Maria di Brunswick-Wolfenbüttel     |                                     |  |  |       |  |  |                                    |  |  |                                        |  |